# Микола (архімандрит Печерський)
Микола (д/н — 1462) — церковний діяч часів Великого князівства Литовського.

## Життєпис
Відомостей про нього замало. Відомо, що 1446 року став архімандритом Києво-Печерського монастиря. Підтримував гарні стосунки з київськими князями із роду Ольгердовичів. Того ж року засвідчив заповіт логойського князя Андрія Володимировича.
Підтримував літописання, збереження на відповідному рівні освіти та книжковості ченців. 1460 року було складено Першу Кассіянівську редакцію Києво-Печерського патерика, а 1462 року — другу. Помер архімандрит Микола 1462 року. Новим настоятелем став Макарій I.